# École de Chartres
Ne doit pas être confondu avec École des chartes
L'École de Chartres ou École de la cathédrale de Chartres ou académie chartraine, selon l'expression d’Adelman de Liège connaît sa renommée à partir du XIe siècle grâce à son fondateur Fulbert de Chartres. Elle atteint son apogée au XIIe siècle, sous l’impulsion de plusieurs philosophes et théologiens, auteurs d’études philosophiques savantes basées sur Platon, menées principalement par Yves de Chartres, Bernard de Chartres, Gilbert de La Porrée, Thierry de Chartres, Guillaume de Conches, Jean de Salisbury (qui avait étudié à Chartres) et Bernard Silvestre.

## Idées principales
Les sources utilisées à l’époque pour commenter Platon n’étaient qu’indirectes (Augustin, Macrobe, Chalcidius, Boèce et Martianus Capella). Cependant elles suffirent à établir des correspondances entre la philosophie grecque et le christianisme. Jeauneau dit à propos de ces sources secondaires « Reconnaissons qu’il sut en tirer un assez bon parti ». Mais ce qui retint le plus l’école chartraine ce furent les thèses pythagoriciennes de Platon:
- Guillaume de Conches « identifie la monade néopythagoricienne avec le Dieu créateur de la pensée judéo-chrétienne[1] » ;
- Thierry de Chartres « ne recourt qu’à l’arithmétique, non point exactement celle que nous connaissons, mais cette science du nombre mêlée de considérations métaphysiques que les Grecs avaient conçue et que Boèce transmettait aux Latins[Jeauneau 3] » ;

- Bernard Silvestre écrit la Cosmographia, qui est une « variation poétique sur les thèmes pythagoriciens[Jeauneau 4] ». Elle fut recopiée par Boccace[Jeauneau 5]. À noter que l’on retrouve dans cette œuvre, dont l’achèvement est estimé vers 1148 par Jeauneau, la notion de rapport entre macrocosme et microcosme : « L’homme est un Univers en raccourci »[Jeauneau 5].

Les Chartrains vont ainsi s’emparer des arts libéraux, puisque les sciences du Quadrivium sont déjà connues des pythagoriciens : « Nous avons marié ensemble Trivium Quadrivium pour l’accroissement de la noble race des philosophes ». Comme l’a fait remarquer Marie-Madeleine Davy, la grande nouveauté du siècle est le rapprochement de l’École de Chartres avec la science égyptienne : « Il importe de retenir l’intérêt qui se développe au XIIe siècle à l’égard de l’Égypte considérée comme la mère des arts libéraux. L’originalité de Bernard Sylvestre est d’avoir favorisé l’attention sur la pensée philo-égyptienne … Grâce à l’herméneutisme égyptien Bernard pourra construire sa cosmogonie… ».
C’est sur ce fond que les sculpteurs illustreront, sous forme d'allégories féminines et d'auteurs latins, les arts libéraux dans les voussures du portail de droite de la façade (l'une des portes du portail royal), lors de la première reconstruction de la cathédrale de Chartres vers 1145-1155.
Cette approche des arts libéraux finira par éclater, l’heptateuchon de Thierry de Chartres finit par être abandonné, laissant le pas à la scolastique et à ses maîtres, par la redécouverte d’Aristote, par le rapprochement des arts mécaniques aux arts libéraux, et notamment par l’introduction de la Physique. Jean de Salisbury est aujourd'hui considéré comme un prédécesseur d'Albert le Grand par son œuvre Entheticus de dogmate philosophorum, où, outre l'entrée d'Aristote, il étudie le stoïcisme, l'épicurisme et le péripatétisme (avec entre autres le thème de la quinte essence et de l'éternité du Monde). Il aura contribué à faire valoir le platonisme de Chartres en un « platonisme vu par Chartres ».

#### Édouard Jeauneau, 1963
1. ↑  Jeauneau 1963, p. 47.
2. ↑  Jeauneau 1963, p. 47-56.
3. 1 2 3  Jeauneau 1963, p. 50.
4. ↑  Jeauneau 1963, p. 55.
5. 1 2  Jeauneau 1963, p. 56.
6. ↑  Jeauneau 1963, p. 52.

#### Marie-Madeleine Davy, 1980
1. 1 2 3  Davy 1980, p. 148.
2. ↑  Davy 1980, p. 35.
3. ↑  Davy 1980, p. 38.

#### Autres références
1. ↑  E. Jeauneau, « Macrobe, source du platonisme chartrain » dans Studi medievali 3e série, 1 , 1960, pp. 3-24, cité par Davy 1980, p. 157. Le maître de Macrobe fut Porphyre, un néoplatonicien (Ibid., p. 149).
2. ↑  Texte de Thierry de Chartres, cité par Jeauneau 1963, p. 52.
3. ↑  « Ce triple portail donne accès à la seule nef principale. Construit à partir de 1145, le portail royal appartient à la précédente cathédrale, ruinée par un incendie le 10 juin 1194… Nul n’ignore la valeur de ce portail, jalon presque unique dans l’histoire de la technique et de la pensée. Sous l’influence des maîtres de l’école de Chartres, c’est une œuvre savante… La grandeur sacrée du tympan central… côtoie les thèmes familiers du calendrier et les figures qui évoquent les arts libéraux », duc de Lévis-Mirepoix, Chartres, Hachette, 1959, p. 104
4. ↑  Jacques Le Goff, La civilisation de l’occident médiéval, Arthaud, 1990, pp. 428 et 472
5. ↑  Alain de Libéra, « Albert le Grand, ou l'antiplatonisme sans Platon », dans Monique Dixsaut, Contre Platon - Le platonisme dévoilé, t. 1, Vrin, 1993, p.249.
6. ↑  Libéra 1993, p. 250.
7. ↑  Libéra 1993, p. 251.